# Liste der Kulturdenkmale in Bühlau (Dresden)
Die Liste der Kulturdenkmale in Bühlau umfasst sämtliche Kulturdenkmale der Dresdner Gemarkung Bühlau mit Quohren. Die Anmerkungen sind zu beachten.
Diese Liste ist eine Teilliste der Liste der Kulturdenkmale in Dresden.

Diese Liste ist eine Teilliste der Liste der Kulturdenkmale in Sachsen.

## Legende
- Bild: Bild des Kulturdenkmals, ggf. zusätzlich mit einem Link zu weiteren Fotos des Kulturdenkmals im Medienarchiv Wikimedia Commons. Wenn man auf das Kamerasymbol klickt, können Fotos zu Kulturdenkmalen aus dieser Liste hochgeladen werden:
- Bezeichnung: Denkmalgeschützte Objekte und ggf. Bauwerksname des Kulturdenkmals
- Lage: Straßenname und Hausnummer oder Flurstücknummer des Kulturdenkmals. Die Grundsortierung der Liste erfolgt nach dieser Adresse. Der Link (Karte) führt zu verschiedenen Kartendiensten mit der Position des Kulturdenkmals. Fehlt dieser Link, wurden die Koordinaten noch nicht eingetragen. Sind diese bekannt, können sie über ein Tool mit einer Kartenansicht einfach nachgetragen werden. In dieser Kartenansicht sind Kulturdenkmale ohne Koordinaten mit einem roten bzw. orangen Marker dargestellt und können durch Verschieben auf die richtige Position in der Karte mit Koordinaten versehen werden. Kulturdenkmale ohne Bild sind an einem blauen bzw. roten Marker erkennbar.
- Datierung: Baubeginn, Fertigstellung, Datum der Erstnennung oder grobe zeitliche Einordnung entsprechend des Eintrags in der sächsischen Denkmaldatenbank
- Beschreibung: Kurzcharakteristik des Kulturdenkmals entsprechend des Eintrags in der sächsischen Denkmaldatenbank, ggf. ergänzt durch die dort nur selten veröffentlichten Erfassungstexte oder zusätzliche Informationen
- ID: Vom Landesamt für Denkmalpflege Sachsen vergebene, das Kulturdenkmal eindeutig identifizierende Objekt-Nummer. Der Link führt zum PDF-Denkmaldokument des Landesamtes für Denkmalpflege Sachsen. Bei ehemaligen Kulturdenkmalen können die Objektnummern unbekannt sein und deshalb fehlen bzw. die Links von aus der Datenbank entfernten Objektnummern ins Leere führen. Ein ggf. vorhandenes Icon  führt zu den Angaben des Kulturdenkmals bei Wikidata.

## Bühlau
| Bild                                    | Bezeichnung                                                                                    | Lage                                         | Datierung                                                                                          | Beschreibung | ID       |
| --------------------------------------- | ---------------------------------------------------------------------------------------------- | -------------------------------------------- | -------------------------------------------------------------------------------------------------- | --- | -------- |
|                                         | Wohnhaus mit Einfriedung in offener Bebauung                                                   | Am Bauernbusch 15 (Karte)                    | 1936–1938, nach Adressbuch (Mehrfamilienwohnhaus)                                                  | charakteristisches Gebäude der 1930er Jahre mit eingebauten Garagen im Souterrain, Putzbau in traditioneller Gestaltung und mit modernen Akzenten zum Beispiel runder Treppenhausturm, mit Balkonen, Loggien und Erker auf der Rückseite, baugeschichtlich und stadtentwicklungsgeschichtlich von Bedeutung. | 09211060 |
|                                         | Wohnhaus in offener Bebauung mit Garage und Einfriedung                                        | Am Bauernbusch 17 (Karte)                    | 1936, nach Adressbuch (Mehrfamilienwohnhaus)                                                       | zeittypisches Gebäude der 1930er Jahre, Putzbau in traditioneller Gestaltung mit den typischen Gestaltungselementen wie Holzklappläden, dominierender Giebel und Natursteinsockel, Garage im hinteren Bereich des Grundstücks, baugeschichtlich und stadtentwicklungsgeschichtlich von Bedeutung. | 09211059 |
|                                         | Wohnhaus mit Einfriedung                                                                       | Am Bauernbusch 22 (Karte)                    | 1936–1937, nach Adressbuch (Mehrfamilienwohnhaus)                                                  | repräsentatives Gebäude der 1930er Jahre in traditioneller Gestaltung, Putzbau dominiert von markantem, rundem Eckturm und Reliefs in den Fensterlaibungen mit der Darstellung von Berufen, Natursteinsockel, baugeschichtlich und stadtentwicklungsgeschichtlich von Bedeutung. Wohnhaus mit Garage und Einfriedung, Fassadenreliefs mit Darstellungen von Berufen. | 09211058 |
|                                         | Wohnhaus in offener Bebauung und Ecklage, mit Garage und Einfriedung                           | Am Bauernbusch 23 (Karte)                    | bezeichnet 1939 (Wohnhaus)                                                                         | zeittypische Gebäude der 1930er Jahre in der traditionellen Gestaltung des Heimatstils mit Putzfassade, Satteldächern und Klappläden, belebt durch Natursteinakzente, große Garage im nordwestlichen Bereich an das Gebäude angebaut, baugeschichtlich und stadtentwicklungsgeschichtlich von Bedeutung. Wohnhaus mit Garage und Einfriedung, 1945–1946 Wohnsitz des Dresdner Oberbürgermeisters Gustav Leißner. | 09211057 |
|                                         | Sanatorium Bühlau (ehem.)                                                                      | Bachmannstraße 1 (Karte)                     | um 1910 (Sanatoriumsgebäude)                                                                       | Gebäude des ehem. Sanatoriums mit Einfriedung und Toranlage; heute Wohnhaus, zeittypischer, repräsentativer Villenbau um 1905 mit Jugendstilelementen, dominiert von einer Art Wohnturm, geprägt von Sandsteinbossen als Eckquaderung und bossierten Fenstergewänden, Putzfassaden gestaltet durch Verschieferung und Zierfachwerk, abwechslungsreiche Dachlandschaft, belebt durch Ecker, Anbauten, Gaupen und Balkon, das Sanatorium Bühlau von Paul Oswald Bachmann auch angelegt (siehe auch Bachmannstraße 2 und Freibad Bühlau), 1928 Kurbetrieb eingestellt, bau- und ortsgeschichtlich von Bedeutung. | 09211082 |
|                                         | Sanatorium Bühlau (ehem.)                                                                      | Bachmannstraße 2 (Karte)                     | um 1910 (Sanatoriumsteil)                                                                          | Kurmittelhaus des ehem. Sanatoriums mit Laubengang; heute Wohnhaus, Jugendstilelemente, repräsentativer Putzbau mit hohem Dach und geprägt von Zierfachwerkgiebeln und variierenden Eckern, Loggien und Balkonen, das Sanatorium Bühlau von Paul Oswald Bachmann auch angelegt (siehe auch Bachmannstraße 1 und Freibad Bühlau), 1928 Kurbetrieb eingestellt, bau- und ortsgeschichtlich von Bedeutung. | 09211081 |
| Weitere Bilder                          | Kaiser-Barbarossa-Bad; Familien-Schwimm- und Luftbad Kurort Weißer Hirsch-Bühlau; Bühlauer Bad | Bachmannstraße 6 (Karte)                     | 1930–1931 (Freibad), 1930 (Schwimmbecken)                                                          | Ehemaliges Freibad Bühlau mit Hauptgebäude, Terrassenanlage und Schwimmbecken; markantes historisches Dresdner Freibad, Hauptgebäude ehemals mit Erfrischungsräumen und großer Terrassenanlage, von Paul Oswald Bachmann angelegt, 1908 eröffnet, nach 1928 Umbau und Erweiterung, seither mit Badgaststätte und Terrasse, 1931 wiedereröffnet, 1939 Übernahme durch die Stadt Dresden, 1979–1981 Sanierung mit Entfernung des Sprungturms und Verkleinerung des Beckens, 1995 erneut saniert, 2006 geschlossen, seit 2007 als Hochseil-Klettergarten genutzt; als moderne Badarchitektur um 1930 baugeschichtlich und als Bestandteil des Sanatoriums Bühlau (siehe auch Bachmannstraße 1 und 2) von Belang, bau- und ortsgeschichtlich von Bedeutung. | 09218380 |
|                                         | Gasthaus „Trompeter“                                                                           | Bautzner Landstraße 83 (Karte)               | 3. Viertel 19. Jh. (Gasthaus)                                                                      | Gasthaus mit eingeschossigen Anbauten, Toreinfahrt und rückwärtigem Freisitz; traditionelles Bühlauer Gasthaus, zweigeschossiges Hauptgebäude und flacher, straßenseitiger Anbau seit 1877 als Gasthaus genutzt, davor Poststation, 1937 Umbaumaßnahmen und Ergänzung mit rückwärtigem Flachbau und Toreinfahrt, Gebäude mit Sälen und Küchentrakt, Freisitz an der Rückseite zum Teil überdacht und als Remisen genutzt, Ansicht der Fassade stadtauswärts durch ein Sgraffito eines Trompeters mit Pferd betont, bemerkenswert das weitestgehend original erhaltene Interieur aus den 1930er Jahren (wohl einzigartig in Dresden) und das Sandsteinportal mit Darstellungen zum Thema Essen, Trinken und Genuss, bau- und ortsgeschichtlich sowie kunsthistorisch und künstlerisch bedeutend. | 09211031 |
|                                         | Mietshaus in Ecklage und offener Bebauung                                                      | Bautzner Landstraße 90 (Karte)               | um 1900 (Mietshaus)                                                                                | historisierende Putzfassade, Lage durch verbrochene Ecke und Türmchen betont, baugeschichtlich und stadtentwicklungsgeschichtlich von Bedeutung. | 09211033 |
| Weitere Bilder                          | Hubertus-Apotheke                                                                              | Bautzner Landstraße 91 (Karte)               | um 1910 (Apotheke)                                                                                 | Apothekengebäude; markantes Beispiel der versachlichten Architektur nach 1900, traditionell gestalteter Bau mit vereinfachten neoklassizistischen Elementen wie den genuteten Vorlagen und den kannelierten Ecken des Ladenvorbaus, baugeschichtlich bedeutsam, mit seinem noblen Erscheinungsbild zudem künstlerisch von Belang. | 09211032 |
|                                         | Mietvilla                                                                                      | Bautzner Landstraße 92a (Karte)              | um 1900 (Mietvilla)                                                                                | zwischenzeitlich Verwaltungsgebäude des Straßenbahnhofs Bühlau, zeittypischer Villenbau der Jahrhundertwende mit Anklängen an Schweizerhausstil, geprägt von Zierfachwerk und Schwebegiebeln, baugeschichtlich von Bedeutung. | 09211077 |
| Weitere Bilder                          | Mietvilla                                                                                      | Bautzner Landstraße 98 (Karte)               | bezeichnet 1902 (Mietvilla)                                                                        | repräsentativer Villenbau im Jugendstil, geprägt von reicher floraler Dekoration und Zierfachwerk, Seitenrisalite mit Balkonen bzw. Loggien, bauzeitliche Treppenhausausstattung mit Dekorationsmalerei, Geländer, Türen usw., von Ernst Härtwig für Paul Oswald Bachmann erbaut, baugeschichtlich und künstlerisch bedeutend. | 09211076 |
|                                         | Mietvilla mit Einfriedung                                                                      | Bautzner Landstraße 100 (Karte)              | 1902–1903 (Mietvilla)                                                                              | repräsentativer Jugendstilbau, Putzfassade belebt durch Holzbalkone und Zierfachwerk, bauzeitliche Innenausstattung, von Ernst Härtwig für Paul Oswald Bachmann erbaut, baugeschichtlich und künstlerisch bedeutend. | 09211079 |
|                                         | Mietvilla                                                                                      | Bautzner Landstraße 102 (Karte)              | um 1900 (Mietvilla)                                                                                | zeittypischer Villenbau, geprägt von großen Giebeln und spitzem Türmchen mittig auf dem Dachfirst, schlichte Putzfassade belebt durch Holzverschalung, hölzernen Balkone und Loggien, baugeschichtlich und stadtentwicklungsgeschichtlich von Bedeutung. | 09211080 |
| Weitere Bilder                          | Sanatorium Bühlau (ehem.); Schrecksches Sanatorium (ehem.); später Hedrich-Greß-Heim           | Bautzner Landstraße 108 (Karte)              | bezeichnet 1895 (Sanatorium)                                                                       | Ehemaliges Sanatoriumsgebäude, Vorgarten mit Terrasse und begrenzenden Stützmauern und straßenseitiger Einfriedung, von Paul Oswald Bachmann gegründet; repräsentatives, villenartiges Gebäude mit Klinker-Sandstein-Fassade, in den Formen der deutschen Neorenaissance errichtet, später genutzt als Gesellschaftshaus des Hedrich-Greß-Heims (Altenheim) des Sächsischen Staatsbeamtenvereins für Wohlfahrtseinrichtungen, heute Seniorenheim, bauhistorisch und ortsgeschichtlich bedeutend (siehe auch Bautzner Landstraße 108 a-f). Urspr. „Kaiser Barbarossa Bad“ genannt, 1911 zeitweise geschlossen, seit 1912 nach dem Leiter Josef Schreck benannt, 1928 erneute Schließung, heute Teil einer Seniorenwohnanlage. | 09211083 |
| Weitere Bilder                          | Hedrich-Greß-Heim                                                                              | Bautzner Landstraße 108a (Karte)             | 1928–1929 (Altenheim)                                                                              | Altenheim in Grünanlage¸ bauhistorisch und ortsgeschichtlich bedeutend. | 09218813 |
| Weitere Bilder                          | Hedrich-Greß-Heim                                                                              | Bautzner Landstraße 108b; 108c; 108d (Karte) | 1928–1929 (Altenheim)                                                                              | Altenheim in Grünanlage¸ bauhistorisch und ortsgeschichtlich bedeutend. | 09218814 |
| Weitere Bilder                          | Hedrich-Greß-Heim                                                                              | Bautzner Landstraße 108e; 108f (Karte)       | 1928–1929 (Altenheim)                                                                              | Altenheim in Grünanlage¸ bauhistorisch und ortsgeschichtlich bedeutend. | 09218815 |
|                                         | Mietvilla                                                                                      | Bautzner Landstraße 110 (Karte)              | um 1880 (Mietvilla)                                                                                | historistischer Putzbau mit klassizistischen Elementen, charakteristisches Beispiel für die allmähliche Verstädterung von Bühlau im ausgehenden 19. Jahrhundert, baugeschichtlich und stadtentwicklungsgeschichtlich bedeutsam. | 09211084 |
|                                         | Mietvilla und Einfriedung                                                                      | Bautzner Landstraße 115 (Karte)              | um 1900 (Mietvilla)                                                                                | schlichter, historisierender Putzbau um 1900, geprägt von Mittelrisalit mit Volutengiebel, baugeschichtlich und stadtentwicklungsgeschichtlich bedeutend. | 09211085 |
|                                         | Wohn- und Geschäftshaus in offener Bebauung und Ecklage                                        | Bautzner Landstraße 129 (Karte)              | 1903 (Wohn- und Geschäftshaus)                                                                     | imposanter, straßenbildprägender Putzbau, geprägt von Zierfachwerkgiebeln, Ecktürmen und Erkern, teilweise bauzeitliche Ausstattung erhalten, baugeschichtlich, ortsgeschichtlich und städtebaulich von Belang. Wohn- und Geschäftshaus, von Architekt William Huscher im Landhaus-Stil erbaut, z. T. mit Fachwerk, nach 1960 verstaatlicht und umgebaut, seither ohne Turmhauben der Ecktürme, nach 1990 zeitweise Leerstand, 2008–2009 saniert. | 09300537 |
| Weitere Bilder                          | Rathaus Bühlau (ehem.); Ratskeller                                                             | Bautzner Landstraße 130 (Karte)              | 1898–1899 (Rathaus)                                                                                | Ehemaliges Rathaus mit Gaststätte; mittlerweile über 100 Jahre alter Bau, Haus der einstigen Gemeindeverwaltung, im Laufe der Zeit mit unterschiedlichsten Nutzungen, heute Wohn- und Geschäftshaus, mit Schweifgiebel, Erker, Portalen, »derben Säulen«, Köpfen u. a. Paradebeispiel eines historistischen Gebäudes im Stil der Deutschen Renaissance, insbesondere die beiden Eingangsbereiche betont, markanter Eckbau an exponierter Stelle, bau- und ortsgeschichtlich bedeutend. Rathaus Bühlau mit Ratskeller, von Architekt Paul Winkler als Sitz der Gemeindeverwaltung erbaut, mit Figuren der griechischen Mythologie als Relief, ab 1921 Verwaltungsgebäude, heute als Ärztehaus und Zweigstelle der Stadtbibliothek genutzt. | 09210992 |
|                                         | Wohnhaus und Einfriedung eines Häusleranwesens                                                 | Bautzner Landstraße 131 (Karte)              | 1. Hälfte 19. Jh. (Häusleranwesen)                                                                 | Fachwerkhaus mit massivem Erdgeschoss, Natursteingewände, Satteldach, zugewandter Giebel mit Schieferdekor, eines der wenigen noch erhalten Gebäude der Häuslergemeinde Neubühlau die seit dem 16 Jh. entstand, bau- und ortsgeschichtlich von Bedeutung. | 09210993 |
|                                         | Wohnhaus und Einfriedung eines Häusleranwesens                                                 | Bautzner Landstraße 133 (Karte)              | 1. Hälfte 19. Jh. (Häusleranwesen)                                                                 | Fachwerkhaus mit massivem Erdgeschoss, Windfang und Anbau, zugewandter Giebel holzverschalt, Bereich mit Frackdach ehemals als Laden genutzt, eines der wenigen noch erhalten Gebäude der Häuslergemeinde Neubühlau die seit dem 16 Jh. entstand, bau- und ortsgeschichtlich von Bedeutung. | 09210994 |
|                                         | Mietvilla mit Teilen der Einfriedung                                                           | Bautzner Landstraße 140 (Karte)              | 1903 (Mietvilla)                                                                                   | stattlicher Jugendstilbau mit vereinfachter Fassade, auffällig der geschweifte Giebel mit Rundfenster, weitere Belebung durch Zierfachwerk und Holzveranda, eindrucksvolles Dach, vor allem baugeschichtlich bedeutend. | 09210991 |
| Weitere Bilder                          | Mietshaus mit Laden in offener Bebauung und Ecklage                                            | Bautzner Landstraße 144 (Karte)              | 1910–1912 (Mietshaus)                                                                              | zeittypischer Putzbau der 1910er Jahre von Max Herfurth für den Fleischermeister Hugo Müller, komplexer Baukörper, geprägt durch hohes Mansarddach, variierende Erker und Giebel, Putzreliefs verweisen auf das Fleischerhandwerk, Laden mit bauzeitlicher Ausstattung, baugeschichtlich und stadtentwicklungsgeschichtlich bedeutend. Mietshaus in offener Bebauung, von Max Herfurt für Fleischermeister Hugo Müller erbaut, 2001 Schließung der Fleischerei, heute von Catering-Unternehmen genutzt. | 09210989 |
|                                         | Wohnhaus und Scheune eines Häusleranwesens                                                     | Bautzner Landstraße 147 (Karte)              | 1. Hälfte 19. Jh. (Wohnhaus)                                                                       | Fachwerkgebäude, Wohnhaus mit massivem Erdgeschoss und Naursteingewänden, Frackdach, zugewandter Giebel und Obergeschoss des Wohnhauses verschiefert, Scheune giebelseitig holzverschalt, eines der wenigen noch erhalten Anwesen der Häuslergemeinde Neubühlau die seit dem 16 Jh. entstand, bau- und ortsgeschichtlich von Bedeutung. | 09210990 |
| Weitere Bilder                          | Sachgesamtheit Wohnanlage Bühlau                                                               | Bautzner Landstraße 172 (Karte)              | 1928–1930 (Wohnanlage)                                                                             | Sachgesamtheit mit folgenden Einzeldenkmalen: Mehrfamilienhäuser Bautzner Landstraße 172 – ID-Nr. 09211008, Bautzner Landstraße 174 – ID-Nr. 09217779, Bautzner Landstraße 176 – ID-Nr. 09217780, Bautzner Landstraße 178 – ID-Nr. 09217781, Bautzner Landstraße 180 – ID-Nr. 09217782, Bautzner Landstraße 182 – ID-Nr. 09217783, Bautzner Landstraße 184 – ID-Nr. 09217784, Lomnitzer Straße 21 – ID-Nr. 09217785, Rossendorfer Straße 107, 109 – ID-Nr. 09217786, Rossendorfer Straße 111 – ID-Nr. 09217787, Rossendorfer Straße 113, 115 – ID-Nr. 09211009 und Rossendorfer Straße 117 – ID-Nr. 09211010 – Wohnanlage mit traditionell gestalteten Bauten, belebt durch Klappläden, Ecknutungen und sparsam eingesetzte Gliederungen, markante Grüngestaltung der Straßenseiten, Einfriedungen und Hecken (Siedlungsgrün – Sachgesamtheitsteile), errichtet durch Spar- und Bauverein Bühlau und Umgebung, baugeschichtlich, ortsgeschichtlich und sozialgeschichtlich bedeutend (siehe auch Bautzner Landstraße 174–184, Lomnitzer Straße 21 und Rossendorfer Straße 107–117). | 09306634 |
|                                         | Mehrfamilienhaus (Einzeldenkmal zu ID-Nr. 09306634)                                            | Bautzner Landstraße 172 (Karte)              | 1928–1930 (Mehrfamilienwohnhaus)                                                                   | Einzeldenkmal der Sachgesamtheit Wohnanlage Bühlau: Mehrfamilienhaus; baugeschichtlich, ortsgeschichtlich und sozialgeschichtlich bedeutend. | 09211008 |
|                                         | Mehrfamilienhaus (Einzeldenkmal zu ID-Nr. 09306634)                                            | Bautzner Landstraße 174 (Karte)              | 1928–1930 (Mehrfamilienwohnhaus)                                                                   | Einzeldenkmal der Sachgesamtheit Wohnanlage Bühlau: Mehrfamilienhaus; baugeschichtlich, ortsgeschichtlich und sozialgeschichtlich bedeutend. | 09217779 |
|                                         | Mehrfamilienhaus (Einzeldenkmal zu ID-Nr. 09306634)                                            | Bautzner Landstraße 176 (Karte)              | 1928–1930 (Mehrfamilienwohnhaus)                                                                   | Einzeldenkmal der Sachgesamtheit Wohnanlage Bühlau: Mehrfamilienhaus; baugeschichtlich, ortsgeschichtlich und sozialgeschichtlich bedeutend. | 09217780 |
|                                         | Mehrfamilienhaus (Einzeldenkmal zu ID-Nr. 09306634)                                            | Bautzner Landstraße 178 (Karte)              | 1928–1930 (Mehrfamilienwohnhaus)                                                                   | Einzeldenkmal der Sachgesamtheit Wohnanlage Bühlau: Mehrfamilienhaus; baugeschichtlich, ortsgeschichtlich und sozialgeschichtlich bedeutend. | 09217781 |
|                                         | Mehrfamilienhaus (Einzeldenkmal zu ID-Nr. 09306634)                                            | Bautzner Landstraße 180 (Karte)              | 1928–1930 (Mehrfamilienwohnhaus)                                                                   | Einzeldenkmal der Sachgesamtheit Wohnanlage Bühlau: Mehrfamilienhaus; baugeschichtlich, ortsgeschichtlich und sozialgeschichtlich bedeutend. | 09217782 |
|                                         | Mehrfamilienhaus (Einzeldenkmal zu ID-Nr. 09306634)                                            | Bautzner Landstraße 182 (Karte)              | 1928–1930 (Mehrfamilienwohnhaus)                                                                   | Einzeldenkmal der Sachgesamtheit Wohnanlage Bühlau: Mehrfamilienhaus; baugeschichtlich, ortsgeschichtlich und sozialgeschichtlich bedeutend. | 09217783 |
|                                         | Mehrfamilienhaus (Einzeldenkmal zu ID-Nr. 09306634)                                            | Bautzner Landstraße 184 (Karte)              | 1928–1930 (Mehrfamilienwohnhaus)                                                                   | Einzeldenkmal der Sachgesamtheit Wohnanlage Bühlau: Mehrfamilienhaus; baugeschichtlich, ortsgeschichtlich und sozialgeschichtlich bedeutend. | 09217784 |
|                                         | Einfamilienhaus mit Einfriedung                                                                | Eibauer Straße 17 (Karte)                    | 1963–1965 (Wohnhaus)                                                                               | Gebäude aus kubischen, ineinander geschobenen Blöcken, bemerkenswerter Einfamilienhausbau der Nachkriegsmoderne, Architekt Kurt Nowotny, baugeschichtlich und baukünstlerisch bedeutend. | 09306586 |
| Weitere Bilder                          | Mietshaus in Ecklage und offener Bebauung                                                      | Elisabethstraße 19 (Karte)                   | um 1900 (Mietshaus)                                                                                | schlichter, zeittypischer Putzbau der Jahrhundertwende, historisierend, Ecklage durch verbrochen Ecke und Turmaufbau betont, Fassade im Bereich des Ladens gefliest, baugeschichtlich und stadtentwicklungsgeschichtlich von Bedeutung. | 09211034 |
|                                         | Mietvilla mit Einfriedung                                                                      | Großschönauer Straße 19 (Karte)              | um 1900 (Mietshaus)                                                                                | zeittypischer Villenbau vom Anfang des 20. Jahrhunderts mit Jugendstilelementen, Putzfassade dominiert von Zierfachwerkgiebel, Balkonen und Holzloggien, baugeschichtlich und stadtentwicklungsgeschichtlich von Bedeutung. | 09210995 |
|                                         | Mietvilla                                                                                      | Grundstraße 134 (Karte)                      | um 1900 (Mietshaus)                                                                                | repräsentativer, historisierender Villenbau der Jahrhundertwende, ausgebautes Mansarddach, geprägt von Holzloggien zu beiden Seiten des Mittelrisalits, dieser in der Attikazone mit Wappen versehen, baugeschichtlich und stadtentwicklungsgeschichtlich von Bedeutung. | 09211047 |
|                                         | Mietshaus in Ecklage mit Einfriedung                                                           | Grundstraße 150 (Karte)                      | um 1895 (Mietshaus)                                                                                | zeittypischer Putzbau der Jahrhundertwende mit Zierfachwerk und Holzbalkonen, Ecklage durch Türmchen betont, baugeschichtlich und stadtentwicklungsgeschichtlich von Bedeutung. | 09218373 |
| Weitere Bilder                          | Wohnhaus in offener Bebauung                                                                   | Grundstraße 153 (Karte)                      | 1. Hälfte 19. Jh. (Wohnhaus)                                                                       | vermutlich Häusleranwesen, Fachwerkhaus mit Satteldach, Fachwerk im Obergeschoss, im zugewandten Giebel und im abgeschleppten Bereich, als Beispiel ländlicher Architektur und Volksbauweise seiner Zeit bau- und ortsgeschichtlich von Bedeutung. | 09211049 |
| Weitere Bilder                          | Lohmühle (ehem.)                                                                               | Grundstraße 171 (Karte)                      | Mitte 19. Jh. (Mühle), M. 19. Jh. (Lohmühle), um 1900 (Dampfmühle), Mitte 19. Jh. (Müllerwohnhaus) | Ehem. Lohmühle – Komplex aus Mühlenwohnhaus und zwei Mühlengebäuden; ursprünglich eine Mitte des 19. Jahrhunderts errichtete Lohmühle, bis 1890 als Mehl- und Ölmühle genutzt, ergänzt um eine Dampfmühle mit Scheunenanbau sowie Bäckerei, Dampfwäscherei, bis 1944 in Betrieb, nachfolgend alle Gebäude zu Wohngebäuden (mit rückwärtigem Gewerbeanbau) umgebaut, letzter erhaltener Mühlenstandort an der Grundstraße, ortshistorisch von Bedeutung. | 09211046 |
| Weitere Bilder                          | Wohnhaus, Scheune und Heiste eines Häusleranwesens                                             | Grundstraße 173 (Karte)                      | 1. Hälfte 19. Jh. (Wohnhaus)                                                                       | Wohnhaus, Scheune und Heiste eines Häusleranwesens – Fachwerkwohnhaus mit massivem Erdgeschoss und Krüppelwalmdach traufständig zur Straße, Scheune mit zugewandtem Fachwerkgiebel, besonderer Akzent durch Fensterzierrahmen, weitgehend authentisches Beispiel der ländlichen Architektur und Volksbauweise seiner Zeit, insbesondere baugeschichtlich bedeutend. | 09211045 |
|                                         | Gewände und Vordach des Hauseingangs                                                           | Grundstraße 183 (Karte)                      | um 1900 (Portal)                                                                                   | gediegene handwerkliche Gestaltung von guter Qualität | 09218376 |
|                                         | Wohnhaus eines Häusleranwesens                                                                 | Grundstraße 185 (Karte)                      | 1810 (Häusleranwesen)                                                                              | Fachwerkhaus mit massivem Erdgeschoss, Natursteingewänden und Satteldach, als Beispiel ländlicher Architektur und Volksbauweise bau- und ortsgeschichtlich von Bedeutung. | 09303942 |
| Weitere Bilder                          | Mietvilla mit Einfriedung                                                                      | Grundstraße 189 (Karte)                      | um 1900 (Mietvilla)                                                                                | charakteristischer, historisierender Wohnbau um 1900, ortsentwicklungsgeschichtlich bedeutend als Zeugnis der allmählichen Verstädterung Bühlaus in jener Zeit und baugeschichtlich von Belang. | 09218374 |
|                                         | Mietvilla                                                                                      | Grundstraße 191 (Karte)                      | bezeichnet 1900 (Mietvilla)                                                                        | charakteristischer, historisierender Wohnbau um 1900, Anklänge an Schweizerhausstil mit Schwebegiebel, Putzfassaden mit auffälligem Deko aus Ranken und Medaillons an den Giebelseiten, Zeugnis für die allmähliche Verstädterung Bühlaus in jener Zeit, baugeschichtlich und ortsentwicklungsgeschichtlich bedeutend. | 09211044 |
|                                         | Mietvilla mit Stützmauer und Einfriedung                                                       | Grundstraße 197 (Karte)                      | um 1900 (Mietvilla)                                                                                | charakteristischer, historisierender Putzbau um 1900, mit Elementen des Schweizerstils, wie Dachüberständen und Ziergiebel, Zeugnis für die allmähliche Verstädterung Bühlaus in jener Zeit, baugeschichtlich und ortsentwicklungsgeschichtlich bedeutend. | 09211041 |
|                                         | Mietvilla                                                                                      | Grundstraße 207 (Karte)                      | bezeichnet 1899 (Mietvilla)                                                                        | repräsentativer Villenbau mit aufwändiger Gestaltung, Schweizerhausstil mit Freigespärre und Verbretterung der Giebel und der Drempelbereiche, vor allem baugeschichtlich bedeutend. | 09218375 |
|                                         | Mietvilla mit Einfriedung                                                                      | Hegereiterstraße 5 (Karte)                   | um 1900 (Mietvilla)                                                                                | zeittypischer Mietvillenbau mit Putzfassade und Zierfachwerk, einige erhaltene Jugendstilelemente, baugeschichtlich und stadtentwicklungsgeschichtlich von Bedeutung. | 09211069 |
|                                         | Mietvilla mit Einfriedung                                                                      | Hegereiterstraße 7 (Karte)                   | um 1900 (Mietvilla)                                                                                | zeittypischer Mietvillenbau um 1900, geprägt von zugewandtem Rundgiebel und Holzbalkonen, Putzfassade und Zierfachwerk, Jugendstilanklänge, baugeschichtlich und stadtentwicklungsgeschichtlich von Bedeutung. | 09211072 |
|                                         | Mietvilla mit Einfriedung                                                                      | Hegereiterstraße 8 (Karte)                   | um 1900 (Mietvilla)                                                                                | charakteristischer, historisierender Bau mit Anklängen an den Schweizerhausstil, dominiert von aufwändigen Holzbalkonen und Schwebegiebel, vor allem baugeschichtlich und stadtentwicklungsgeschichtlich bedeutend. | 09211070 |
|                                         | Mietvilla mit Einfriedung                                                                      | Hegereiterstraße 9 (Karte)                   | bezeichnet 1903 (Mietvilla)                                                                        | zeittypischer, repräsentativer Mietvillenbau mit Anklängen an den Jugendstil, geprägt von Zierfachwerkgiebeln und Holzbalkonen, baugeschichtlich und stadtentwicklungsgeschichtlich bedeutend. | 09211054 |
|                                         | Villa Waldfrieden                                                                              | Hegereiterstraße 16 (Karte)                  | 1892                                                                                               | Mietvilla mit Einfriedung; zeittypischer Putzbau von 1892, straßenseitig dominiert von geschlossenen Holzbalkonen über die ganze Gebäudehöhe, Schwebegiebel, sparsamer Stuckdekor, baugeschichtlich und stadtentwicklungsgeschichtlich von Bedeutung. | 09211053 |
|                                         | Mietvilla                                                                                      | Heidemühlweg 26 (Karte)                      | um 1880 (Mietvilla)                                                                                | schlichter, historisierender Putzbau mit Natursteingliederung, geprägt von kleinen, turmartigen Dachgaupen, vor allem baugeschichtlich und stadtentwicklungsgeschichtlich bedeutend. | 09210996 |
|                                         | Wohnstallhaus mit Toreinfahrt                                                                  | Hempelweg 5 (Karte)                          | 2. Hälfte 18. J. – 1. Hälfte 19. Jh. (Wohnstallhaus)                                               | giebelständiger Fachwerkbau mit breitem Freischwinger im hinteren Teil des Gebäudes über dem Stallbereich und rückwärtigem, angebautem Backhaus, zweiriegeliges Fachwerk, Erdgeschoss massiv, Satteldach, zugewandter Giebel dekorativ verschindelt, in seinem Erscheinungsbild weitgehend authentisch erhalten, baugeschichtlich, hausgeschichtlich und ortsgeschichtlich von Bedeutung. | 09211014 |
|                                         | Mietvilla mit Einfriedung                                                                      | Königsberger Straße 6 (Karte)                | um 1900 (Mietvilla)                                                                                | repräsentativer Putzbau mit Natursteingliederung, Jugendstilelemente, geprägt von Zierfachwerk, hölzernen Balkonen und Loggien, baugeschichtlich und stadtentwicklungsgeschichtlich von Bedeutung. Seit 1945 Standort eines Unternehmens für Glasmalerei und Bleiverglasungen; erbaut 1904, Architekt: Ernst Härtwig, Baumeister: Max Knauthe. | 09211089 |
|                                         | Mietvilla mit Einfriedung                                                                      | Königsberger Straße 8 (Karte)                | um 1900 (Mietvilla)                                                                                | Mietvilla, urspr. Pension „Waldesruh“, wurde auch als Pensionsgebäude für das Lahmann-Sanatorium genutzt, repräsentativer Putzbau, geprägt von Zierfachwerk, hölzernen Balkonen und Loggien, baugeschichtlich und stadtentwicklungsgeschichtlich von Bedeutung. | 09211088 |
|                                         | Mietvilla mit Einfriedung                                                                      | Königsberger Straße 10 (Karte)               | um 1900 (Mietvilla)                                                                                | zeittypischer, repräsentativer Putzbau vom Anfang des 20. Jh. Mit Jugendstilelementen, geprägt von straßenseitigem Giebel mit Zierfachwerk, hölzernen Balkonen und Loggien, baugeschichtlich und stadtentwicklungsgeschichtlich von Bedeutung. | 09211087 |
|                                         | Wohnhaus in offener Bebauung                                                                   | Königsberger Straße 18 (Karte)               | 1929 (Wohnhaus)                                                                                    | Putzfassade mit sparsamer Klinkergliederung und Flachdach, markantes Gebäude im Bauhausstil, baugeschichtlich von Bedeutung. | 09211086 |
|                                         | Einfamilienhaus mit Einfriedung                                                                | Königsberger Straße 40 (Karte)               | 1936, nach Adressbuch (Einfamilienwohnhaus)                                                        | schlichter, zeittypischer Putzbau der 1930er Jahre mit Heimatstilelemente, Akzente durch straßenseitige Terrasse mit Klinkerstütze, Klinkersockelzone mit Garage im Souterrain, hochrechteckige Fenster mit Klappläden, Walmdach, von baugeschichtlicher Bedeutung. | 09211066 |
|                                         | Mietvilla mit Einfriedung                                                                      | Königsberger Straße 46 (Karte)               | um 1910 (Mietvilla)                                                                                | zeittypischer Villenbau mit Putzfassade und Mansarddach, straßenseitig geprägt von Jugendstilgiebel, Ecktürmchen und Holzbalkonen mit dekorativer Verglasung, baugeschichtlich und stadtentwicklungsgeschichtlich von Bedeutung. | 09211068 |
|                                         | Mietvilla mit Einfriedung                                                                      | Königsberger Straße 47 (Karte)               | Anfang 20. Jh. (Mietvilla)                                                                         | Villenbau von Anfang des 20. Jahrhunderts mit Jugendstilelementen, Putzfassade, Mansarddach, Windfang, geprägt von Zierfachwerkgiebel, Ecktürmchen und verglasten Holzbalkonen, straßenseitig offener Natursteinbalkon, baugeschichtlich und stadtentwicklungsgeschichtlich von Bedeutung. | 09211067 |
|                                         | Mehrfamilienhaus (Einzeldenkmal zu ID-Nr. 09306634)                                            | Lomnitzer Straße 21 (Karte)                  | 1928–1930 (Mehrfamilienwohnhaus)                                                                   | Einzeldenkmal der Sachgesamtheit Wohnanlage Bühlau: Mehrfamilienhaus; baugeschichtlich, ortsgeschichtlich und sozialgeschichtlich bedeutend. | 09217785 |
| Weitere Bilder                          | Sachgesamtheit Mönchsholz                                                                      | Mönchsholz 1; 3 (Karte)                      | 1926 (Wohnanlage)                                                                                  | Sachgesamtheit Mönchsholz mit folgenden Einzeldenkmalen: Doppelwohnhäuser mit Einfriedungen (Mönchsholz 1, 3 – ID-Nr. 09211050, Mönchsholz 2, 4 – ID-Nr. 09217776, Mönchsholz 5, 7 – ID-Nr. 09217771, Mönchsholz 6, 8 – ID-Nr. 09217777, Mönchsholz 9, 11 – ID-Nr. 09217772, Mönchsholz 10, 12 – ID-Nr. 09217778, Mönchsholz 13, 15 – ID-Nr. 09217773, Mönchsholz 14, 21 – ID-Nr. 09217775, Mönchsholz 17, 19 – ID-Nr. 09217774) – kleine Wohnanlage mit traditionell gestalteten Bauten, belebt durch Klappläden, sparsam eingesetzte Gliederungen und wenige expressionistische Details, errichtet durch Spar- und Bauverein Bühlau und Umgebung, baugeschichtlich, ortsgeschichtlich und sozialgeschichtlich bedeutend. | 09306638 |
| Weitere Bilder                          | Doppelwohnhaus mit Einfriedung (Einzeldenkmal zu ID-Nr. 09306638)                              | Mönchsholz 1; 3 (Karte)                      | 1926 (Doppelwohnhaus)                                                                              | Einzeldenkmal der Sachgesamtheit Mönchsholz: Doppelwohnhaus; baugeschichtlich, ortsgeschichtlich und sozialgeschichtlich bedeutend. | 09211050 |
| Weitere Bilder                          | Doppelwohnhaus mit Einfriedung (Einzeldenkmal zu ID-Nr. 09306638)                              | Mönchsholz 2; 4 (Karte)                      | 1926 (Doppelwohnhaus)                                                                              | Einzeldenkmal der Sachgesamtheit Mönchsholz: Doppelwohnhaus; baugeschichtlich, ortsgeschichtlich und sozialgeschichtlich bedeutend. | 09217776 |
| Weitere Bilder                          | Doppelwohnhaus mit Einfriedung (Einzeldenkmal zu ID-Nr. 09306638)                              | Mönchsholz 5; 7 (Karte)                      | 1926 (Doppelwohnhaus)                                                                              | Einzeldenkmal der Sachgesamtheit Mönchsholz: Doppelwohnhaus; baugeschichtlich, ortsgeschichtlich und sozialgeschichtlich bedeutend. | 09217771 |
| Weitere Bilder                          | Doppelwohnhaus mit Einfriedung (Einzeldenkmal zu ID-Nr. 09306638)                              | Mönchsholz 6; 8 (Karte)                      | 1926 (Doppelwohnhaus)                                                                              | Einzeldenkmal der Sachgesamtheit Mönchsholz: Doppelwohnhaus; baugeschichtlich, ortsgeschichtlich und sozialgeschichtlich bedeutend. | 09217777 |
| Weitere Bilder                          | Doppelwohnhaus mit Einfriedung (Einzeldenkmal zu ID-Nr. 09306638)                              | Mönchsholz 9; 11 (Karte)                     | 1926 (Doppelwohnhaus)                                                                              | Einzeldenkmal der Sachgesamtheit Mönchsholz: Doppelwohnhaus; baugeschichtlich, ortsgeschichtlich und sozialgeschichtlich bedeutend. | 09217772 |
|                                         | Doppelwohnhaus mit Einfriedung (Einzeldenkmal zu ID-Nr. 09306638)                              | Mönchsholz 10; 12 (Karte)                    | 1926 (Doppelwohnhaus)                                                                              | Einzeldenkmal der Sachgesamtheit Mönchsholz: Doppelwohnhaus; baugeschichtlich, ortsgeschichtlich und sozialgeschichtlich bedeutend. | 09217778 |
|                                         | Doppelwohnhaus mit Einfriedung (Einzeldenkmal zu ID-Nr. 09306638)                              | Mönchsholz 13; 15 (Karte)                    | 1926 (Doppelwohnhaus)                                                                              | Einzeldenkmal der Sachgesamtheit Mönchsholz: Doppelwohnhaus; baugeschichtlich, ortsgeschichtlich und sozialgeschichtlich bedeutend. | 09217773 |
|                                         | Doppelwohnhaus mit Einfriedung (Einzeldenkmal zu ID-Nr. 09306638)                              | Mönchsholz 14; 21 (Karte)                    | 1926 (Doppelwohnhaus)                                                                              | Einzeldenkmal der Sachgesamtheit Mönchsholz: Doppelwohnhaus; baugeschichtlich, ortsgeschichtlich und sozialgeschichtlich bedeutend. | 09217775 |
|                                         | Doppelwohnhaus mit Einfriedung (Einzeldenkmal zu ID-Nr. 09306638)                              | Mönchsholz 17; 19 (Karte)                    | 1926 (Doppelwohnhaus)                                                                              | Einzeldenkmal der Sachgesamtheit Mönchsholz: Doppelwohnhaus; baugeschichtlich, ortsgeschichtlich und sozialgeschichtlich bedeutend. | 09217774 |
| Direkt Bild zu diesem Denkmal hochladen | Wohnhaus, Garage, Garten und Einfriedung                                                       | Nachtflügelweg 30b (Karte)                   | 1938–1939                                                                                          | Ausgesprochen klassisches, traditionell gestaltetes Anwesen der 1930er Jahre, mit Garten funktionale und gestalterische Einheit, mit kleinem Atelier Arbeitsstätte der Dresdner Bildhauerin Viktoria Krüger (1914–2010), geschichtlich, genauer bau-, garten- und personengeschichtlich von Bedeutung | 09307373 |
|                                         | Villa mit Teilen der Einfriedung                                                               | Nachtflügelweg 8 (Karte)                     | um 1910 (Villa)                                                                                    | zeittypischer Villenbau mit repräsentativem Eingangsbereich, Putzfassade mit sparsamen Stuckdekor, bossierter Sandsteinsockelzone und -einfriedung, Ansichten geprägt durch variierende Fensterformate, Runderker auf der Gartenseite, baugeschichtlich und stadtentwicklungsgeschichtlich von Bedeutung. | 09211056 |
|                                         | Mietvilla                                                                                      | Nachtflügelweg 12 (Karte)                    | um 1910 (Mietvilla)                                                                                | charakteristischer Villenbau um 1910 mit Putzfassade, geprägt von markantem Eckerker, verglaster Windfang, baugeschichtlich und stadtentwicklungsgeschichtlich von Bedeutung. | 09211055 |
|                                         | Einfamilienhaus mit Einfriedung                                                                | Neschwitzer Straße 4 (Karte)                 | um 1930 (Einfamilienwohnhaus)                                                                      | gediegenes Beispiel eines villenartigen Einfamilienhauses um 1930, repräsentativer Eingangsbereich mit Dreiecksgiebel, Walmdach, baugeschichtlich und stadtentwicklungsgeschichtlich von Bedeutung. | 09211065 |
|                                         | Mietvilla mit Einfriedung                                                                      | Neubühlauer Straße 1 (Karte)                 | Anfang 20. Jh. (Mietvilla)                                                                         | zeittypischer Putzbau im Jugendstil, geprägt von markanten Giebeln und Erker, bossierte Natursteinsockelzone, hohes, ausgebautes Mansarddach, Zierfachwerk auf der Eingangsseite, baugeschichtlich und stadtentwicklungsgeschichtlich von Bedeutung. | 09211036 |
| Weitere Bilder                          | Wohn- und Geschäftshaus in Ecklage und offener Bebauung                                        | Neubühlauer Straße 2 (Karte)                 | um 1900 (Wohn- und Geschäftshaus)                                                                  | straßenbildprägender Bau der Jahrhundertwende, repräsentative Gestaltung mit markantem Eckturm, Zierfachwerk und Holzbalkonen, baugeschichtlich und stadtentwicklungsgeschichtlich von Bedeutung. | 09211035 |
| Weitere Bilder                          | Ev.-Meth. Friedenskirche                                                                       | Neubühlauer Straße 3 (Karte)                 | 1896 (Evangelische-meth. Kirche)                                                                   | Methodistenkirche; seit 1968 Evangelisch-methodistische Friedenskirche, authentisch erhalten, historisierende Putzfassade mit Natursteingliederung, geprägt durch große Rundbogenfenster, bau- und ortsgeschichtlich von Bedeutung. | 09211037 |
|                                         | Mietvilla mit Einfriedung                                                                      | Neubühlauer Straße 5 (Karte)                 | um 1895 (Mietvilla)                                                                                | zeittypischer Villenbau mit Putzfassade und Natursteingliederung, Jugendstilelemente, teilweise hölzerne Loggien und Balkone, Zierfachwerk, baugeschichtlich und stadtentwicklungsgeschichtlich von Bedeutung. | 09211039 |
|                                         | Mietvilla mit Einfriedung                                                                      | Neubühlauer Straße 9 (Karte)                 | um 1895 (Mietvilla)                                                                                | weitgehend authentisch erhaltener, zeittypischer Villenbau mit qualitätvoller Innenausstattung, Putzfassade mit Natursteingliederung, Schwebegiebel, baugeschichtlich und stadtentwicklungsgeschichtlich von Bedeutung. | 09211040 |
|                                         | Villa Diana                                                                                    | Neubühlauer Straße 11 (Karte)                | um 1895 (Mietvilla)                                                                                | Mietvilla mit Einfriedung in Ecklage; besonders aufwändiger, repräsentativer Bau der Jahrhundertwende mit Ecktürmchen, Zierfachwerk, Schwebegiebeln, hölzernen Loggien und Balkonen, historisierende Architektur und reiches Jugendstilornament, baugeschichtlich und künstlerisch bedeutend. | 09211051 |
|                                         | Villa Erna                                                                                     | Neubühlauer Straße 12 (Karte)                | um 1895 (Mietvilla)                                                                                | Mietvilla mit Einfriedung in Ecklage; zeittypischer, historisierender Putzbau mit Natursteingliederung, Ansicht geprägt von Schwebegiebel und Holzbalkonen, baugeschichtlich und stadtentwicklungsgeschichtlich von Bedeutung. | 09211052 |
|                                         | Wohnhaus und alte Schmiede                                                                     | Neugersdorfer Straße 2 (Karte)               | 19. Jh. (Wohnhaus)                                                                                 | schlichte Putzbauten mit flachen Satteldächern, vor allem ortsgeschichtlich relevant | 09211093 |
|                                         | Wohnhaus und Schuppen eines Häusleranwesens                                                    | Neugersdorfer Straße 14 (Karte)              | 2. Hälfte 18. Jh. (Wohnhaus)                                                                       | zwei kleine Fachwerkhäuser mit Satteldächern und holzverschalten Giebeln, mittlerweile zu Wohnzwecken umgebaut, Wohnhaus Fachwerk einriegelig, Erdgeschoss massiv, Windfang, weitgehend authentisches Beispiel der ländlichen Architektur und Volksbauweise seiner Zeit, insbesondere baugeschichtlich bedeutend. | 09211092 |
|                                         | Mietvilla mit Einfriedung und Stützmauer                                                       | Neugersdorfer Straße 20 (Karte)              | um 1900 (Mietvilla)                                                                                | historisierender, zeittypischer Mietvillenbau der Jahrhundertwende mit Klinkerfassade, Mansarddach, Natursteinsockelzone und rückwärtigen, verglasten Holzbalkonen, baugeschichtlich und stadtentwicklungsgeschichtlich von Bedeutung. | 09211027 |
|                                         | Stützmauer                                                                                     | Neugersdorfer Straße 20a (Karte)             | 2. Hälfte 19. Jh. (Stützmauer)                                                                     | straßenbildprägende Naursteinstützmauer | 09211029 |
|                                         | Mietvilla mit Stützmauer                                                                       | Neugersdorfer Straße 22 (Karte)              | um 1900 (Mietvilla)                                                                                | schlichter, historisierender Mietvillenbau der Jahrhundertwende mit Klinkerfassade und Mansarddach, geprägt von stadtseitigem Schmuckgiebel, baugeschichtlich und stadtentwicklungsgeschichtlich von Bedeutung. | 09211028 |
|                                         | Mietvilla                                                                                      | Neugersdorfer Straße 24 (Karte)              | um 1910 (Mietvilla)                                                                                | zeittypischer Mietvillenbau um 1910 mit großer Hallendiele, schlichte Putzfassade, prägnanter Windfang und bemalte Traufbretter, baugeschichtlich und stadtentwicklungsgeschichtlich von Bedeutung. | 09211030 |
|                                         | Mietvilla                                                                                      | Neukircher Straße 3 (Karte)                  | um 1900 (Mietvilla)                                                                                | charakteristischer Villenbau um 1900 mit Putzfassade und historisierender Natursteingliederung, dominiert von straßenseitigem Zierfachwerkgiebel und dekorativen Holzbalkonen, baugeschichtlich und stadtentwicklungsgeschichtlich von Bedeutung. | 09218377 |
|                                         | Villa mit Einfriedung                                                                          | Neukircher Straße 9 (Karte)                  | nach 1900 (Villa)                                                                                  | markantes Beispiel des Landhaus- und Villenstils der frühen Sachlichkeit nach 1900, eingeschossiger Putzbau mit dominierendem Mansarddach, holzverschalte Giebel, Klappläden und variierende Gaupen, baugeschichtlich von Bedeutung. | 09218378 |
|                                         | Wohnhaus in offener Bebauung                                                                   | Olbersdorfer Straße 7 (Karte)                | 1931 (Wohnhaus)                                                                                    | schlichter, aber gestalterisch anspruchsvoller Bauten von 1931, hohes Walmdach akzentuiert durch Dreiecksgaupen, weit vorkragende Balkone, markantes Treppenhaus mit vertikalem Fensterband, modern anmutende Vorhalle, baugeschichtliche und stadtentwicklungsgeschichtliche Bedeutung. | 09211005 |
|                                         | Wohnhaus in offener Bebauung                                                                   | Olbersdorfer Straße 9 (Karte)                | um 1925 (Wohnhaus)                                                                                 | charakteristisches Holzhaus der 1920er Jahre, bauliches Zeugnis der Architekturbewegung jener Zeit, preiswert und solide gestaltete Wohnhäuser auch in Fertigteilbauweise anzubieten, baugeschichtlich von Bedeutung. | 09211006 |
|                                         | Mietvilla in Ecklage                                                                           | Oybiner Straße 26 (Karte)                    | um 1900 (Mietvilla)                                                                                | historisierender Putzbau, Lage durch verbrochene Ecke, aufwendige Holzbalkonanlage und Schwebegiebel betont, baugeschichtlich und stadtentwicklungsgeschichtlich bedeutend. | 09211003 |
| Weitere Bilder                          | Wohnhaus in offener Bebauung                                                                   | Quohrener Straße 1 (Karte)                   | 1. Hälfte 19. Jh. (Wohnhaus)                                                                       | straßenbildprägender Bau, bäuerliches Wohnhaus mit Satteldach, traufseitig Fachwerk, massives Erdgeschoss, Natursteingiebel jeweils mit Drillingsfenster (Palladio-Motiv) und kleinem Oculus, ortsgeschichtliche und baugeschichtliche Bedeutung. | 09211024 |
| Weitere Bilder                          | Wohnstallhaus, Seitengebäude und Scheune eines Dreiseithofes                                   | Quohrener Straße 17 (Karte)                  | bezeichnet 1801 oder bezeichnet 1807 (Wohnstallhaus)                                               | großes und repräsentatives bäuerliches Anwesen, Wohnstallhaus und Seitengebäude mit zwieriegeligem Fachwerk, massivem Erdgeschoss und Satteldach, zweitorige, massive Scheune mit Fachwerkgiebel, Zeugnis ländlicher Architektur und Volksbauweise, vor allem bau- und ortsgeschichtlich bedeutend. | 09211021 |
| Weitere Bilder                          | Erlöserkirche; Michaeliskirche                                                                 | Quohrener Straße 18 (bei) (Karte)            | 1898–1899 (Kirche), 1898–1899 (Kanzel)                                                             | Evangelisch-lutherische Kirche mit Ausstattung, von Woldemar Kandler in neogotischem Stil errichtet – Bau mit Langhaus, Querschiff, eingezogenem Chor und Westturm, Jehmlich-Orgel, innen durch Emporen bestimmt, markantes Beispiel der vom Eisenacher Regulativ geprägten Kirchenbaukunst im ausgehenden 19. Jahrhundert, baugeschichtlich und künstlerisch bedeutend. Zunächst Erlöserkirche genannt, seit 1949 St.-Michaels-Kirche Dresden-Bühlau, 1973–1980 umfassend saniert. | 09211023 |
| Weitere Bilder                          | Kriegerdenkmal                                                                                 | Quohrener Straße 18 (bei) (Karte)            | 1922                                                                                               | Kleine Anlage aus Sockel und Aufbau (etwa in Form eines Sarkophags), von Reliefbild des Künstlers Schreitmüller belebt, künstlerisch und ortsgeschichtlich bedeutend | 09306994 |
| Weitere Bilder                          | Sachgesamtheit Friedhof Bühlau                                                                 | Quohrener Straße 18 (bei) (Karte)            | 1897 (Friedhof)                                                                                    | Sachgesamtheit Friedhof Bühlau in seiner gewachsenen funktionellen und gestalterischen Einheit mit folgenden Einzeldenkmalen: Friedhofskapelle, Einfriedungsmauer mit Zugangstoren und denkmalwerte Grabanlagen (Einzeldenkmalliste – ID-Nr. 09218379) sowie Friedhofsgestaltung (Gartendenkmal) – mit gliederndem Wegesystem, Stützmauern und Treppen, struktur- und raumbildender Hecken- und Alleenbepflanzung, ortsgeschichtlich und sepulkralgeschichtlich sowie landschaftsgestaltend von Bedeutung. | 09305115 |
|                                         | Friedhofskapelle, Einfriedungsmauer mit Zugangstoren (Einzeldenkmale zu ID-Nr. 09305115)       | Quohrener Straße 18 (bei) (Karte)            | 1938 (Friedhofskapelle), 1897 (Einfriedung)                                                        | Einzeldenkmale der Sachgesamtheit Friedhof Bühlau: Friedhofskapelle, Einfriedungsmauer mit Zugangstoren und denkmalwerte Grabanlagen – ortsgeschichtlich und sepulkralgeschichtlich von Bedeutung | 09218379 |
| Weitere Bilder                          | Wohnstallhaus eines ehemaligen Bauernhofes                                                     | Quohrener Straße 26 (Karte)                  | 1. Hälfte 19. Jh (Wohnstallhaus)                                                                   | zeittypischer Bau mit Fachwerk im Obergeschoss und massivem Erdgeschoss, Giebel verbrettert, Satteldach, Beispiel der ländlichen Architektur und Volksbauweise seiner Zeit, bau- und ortsgeschichtlich bedeutend. | 09211019 |
| Weitere Bilder                          | Wohnstallhaus eines ehemaligen Bauernhofes                                                     | Quohrener Straße 28 (Karte)                  | 1. Hälfte 19. Jh. (Wohnstallhaus)                                                                  | zeittypischer Bau mit zweiriegeligem Fachwerk im Obergeschoss und massivem Erdgeschoss, Hofseite des Satteldachs mit weitem Dachüberstand, Giebel verkleidet, Beispiel der ländlichen Architektur und Volksbauweise seiner Zeit, bau- und ortsgeschichtlich bedeutend. | 09211018 |
| Weitere Bilder                          | Ehemaliges Wohnstallhaus eines Bauernhofes                                                     | Quohrener Straße 29 (Karte)                  | 2. Hälfte 18. Jh. – 1. Hälfte 19. Jh. (Wohnstallhaus)                                              | zum Wohnhaus umgebaut, mit Fachwerk im Obergeschoss und bemerkenswerten Stallgewölben, bau- und ortsgeschichtlich bedeutend, mit dem verschieferten Giebel zudem wichtig für das Ortsbild. | 09211011 |
|                                         | Wohnhaus eines Häusleranwesens                                                                 | Quohrener Straße 36 (Karte)                  | 1. Hälfte 19. Jh. (Wohnhaus)                                                                       | zeittypischer Bau mit Fachwerk im Obergeschoss, massivem Erdgeschoss und Satteldach, Zeugnis kleinbäuerlicher Bau- und Lebensweise in der 1. Hälfte des 19. Jahrhunderts, bau- und ortsgeschichtlich von Bedeutung. | 09211020 |
| Weitere Bilder                          | Wohnhaus eines Häusleranwesens                                                                 | Quohrener Straße 41 (Karte)                  | 1. Hälfte 19. Jh. (Wohnhaus)                                                                       | markanter Fachwerkbau mit Frackdach und massivem Erdgeschoss, abgewandte Traufseite verbrettert, hofseitig mit weitem Dachüberstand, Zeugnis kleinbäuerlicher Bau- und Lebensweise in der 1. Hälfte des 19. Jahrhunderts, bau- und ortsgeschichtlich von Bedeutung. | 09218382 |
| Weitere Bilder                          | Wohnstallhaus, Seitengebäude, Scheune und Torpfeiler eines Dreiseithofes                       | Quohrener Straße 47 (Karte)                  | Mitte 19. Jh. (Wohnstallhaus)                                                                      | giebelständiges Wohnstallhaus hofseitig mit verbrettert Obergeschoss, Erdgeschoss und Giebel massiv, zugewandter Giebel mit Drillingsfenster (Palladio-Motiv) und kleinem Vierpass, hofseitiger Anbau im Stallbereich mit Schleppdach, Seitengebäude mit Fachwerk im Obergeschoss auf zugewandter Seite, Rückseite verbrettert, Erdgeschoss und Giebel massiv, zweitorige Scheune, Beispiel der ländlichen Architektur und Volksbauweise seiner Zeit, bau- und ortsgeschichtlich bedeutend. | 09211013 |
| Weitere Bilder                          | Wohnhaus in offener Bebauung                                                                   | Quohrener Straße 48 (Karte)                  | 1906–1907 (Wohnhaus)                                                                               | Holzhaus, bemerkenswertes Beispiel eines Fertigteilhauses aus dem Anfang des 20. Jahrhunderts, baugeschichtlich bedeutend. | 09304575 |
| Weitere Bilder                          | Wohnstallhaus mit Stützmauer eines ehemaligen Dreiseithofes                                    | Quohrener Straße 52 (Karte)                  | Mitte 19. Jh. (Wohnstallhaus)                                                                      | zeittypisches, massives Wohnstallhaus aus der Mitte des 19. Jahrhunderts, zugewandter Giebel natursteinsichtig und ortsbildprägend, bau- und ortsgeschichtlich bedeutend. | 09211016 |
|                                         | Wohnstallhaus                                                                                  | Quohrener Straße 62 (Karte)                  | bezeichnet 1780 (oder 1784)                                                                        | charakteristischer ländlicher Bau seiner Zeit, verputztes Fachwerk im Obergeschoss, zudem Teil eines markanten Dorfkerns, bau- und ortsgeschichtlich bedeutend. | 09218383 |
| Weitere Bilder                          | Wohnstallhaus eines ehemaligen Dreiseithofes                                                   | Quohrener Straße 70 (Karte)                  | 1. Hälfte 19. Jh. (Wohnstallhaus)                                                                  | massives Wohnstallhaus mit Krüppelwalmdach, zugewandter Giebel mit Drillingsfenster, für seine Entstehungszeit typischer ländlicher Bau von baugeschichtlicher Bedeutung, im Zusammenhang mit Dorfkern von Quohren zudem ortsentwicklungsgeschichtlich von Belang. | 09211015 |
|                                         | Doppelwohnhaus (Einzeldenkmal zu ID-Nr. 09306634)                                              | Rossendorfer Straße 107; 109 (Karte)         | 1928–1930 (Doppelwohnhaus)                                                                         | Einzeldenkmal der Sachgesamtheit Wohnanlage Bühlau: Doppelwohnhaus; baugeschichtlich, ortsgeschichtlich und sozialgeschichtlich bedeutend. | 09217786 |
|                                         | Mehrfamilienhaus (Einzeldenkmal zu ID-Nr. 09306634)                                            | Rossendorfer Straße 111 (Karte)              | 1928–1930 (Mehrfamilienwohnhaus)                                                                   | Einzeldenkmal der Sachgesamtheit Wohnanlage Bühlau: Mehrfamilienhaus; baugeschichtlich, ortsgeschichtlich und sozialgeschichtlich bedeutend. | 09217787 |
|                                         | Mehrfamilienhaus (Einzeldenkmal zu ID-Nr. 09306634)                                            | Rossendorfer Straße 113; 115 (Karte)         | 1928–1930 (Mehrfamilienwohnhaus)                                                                   | Einzeldenkmal der Sachgesamtheit Wohnanlage Bühlau: Mehrfamilienhaus; baugeschichtlich, ortsgeschichtlich und sozialgeschichtlich bedeutend. | 09211009 |
|                                         | Mehrfamilienhaus (Einzeldenkmal zu ID-Nr. 09306634)                                            | Rossendorfer Straße 117 (Karte)              | 1928–1930 (Mehrfamilienwohnhaus)                                                                   | Einzeldenkmal der Sachgesamtheit Wohnanlage Bühlau: Mehrfamilienhaus; baugeschichtlich, ortsgeschichtlich und sozialgeschichtlich bedeutend. | 09211010 |
|                                         | Kurhaus Bühlau (ehem.)                                                                         | Ullersdorfer Platz 1 (Karte)                 | 1899 (Kurhaus)                                                                                     | Kurhausgebäude; nur nordwestlicher Teil des Gebäudes Kulturdenkmal, zeittypischer Putzbau mit sparsamen Dekor (Reliefs Fassade Eingangsbereich), dominiert von Schwebegiebel, bau- und ortsgeschichtlich von Bedeutung. Ehem. Kurhaus Bühlau, ursprünglich Dorfgasthof, 1608 erstmals erwähnt, 1756 erweitert, ab 1899 Kurhaus mit Terrasse und Ballsaal, nach 1945 Theater- und Konzertsaal, 1979–1986 saniert, 1991 Schließung der Gaststätte, 1997 Umbau und Abriss des Ballsaals, heute Stadtteilzentrum mit Läden und Tanzschule. | 09210988 |
|                                         | Forsthaus Bühlau (ehem.)                                                                       | Ullersdorfer Straße 1 (Karte)                | 1. Hälfte 19. Jh. (Forsthaus)                                                                      | Forsthaus (ehem.); markanter Bau mit Krüppelwalmdach, Obergeschoss und Giebel verbrettert, erste und älteste Revierförsterei der Dresdner Heide, bau- und ortsgeschichtlich bedeutend. Wohnhaus mit Scheune, als Forsthaus errichtet, ab 1622 Sitz des Revierförsters von Bühlau, seit 1956 Wohnhaus, 2003 saniert. | 09211007 |
|                                         | Wohnhaus in offener Bebauung                                                                   | Ullersdorfer Straße 5; 5a (Karte)            | 1. Hälfte 19. Jh. (Wohnhaus)                                                                       | zeittypisches, ländliches Wohnhaus mit Frackdach, Fachwerk im Obergeschoss und zugewandtem Giebel, Erdgeschoss und Abseite massiv, bau- und ortsgeschichtlich von Bedeutung. | 09211004 |
|                                         | Gasthaus „Zur Erholung“                                                                        | Ullersdorfer Straße 17 (Karte)               | 2. Hälfte 19. Jh. (Gasthaus)                                                                       | Gasthaus (ehem.); zum Wohnhaus umgebautes, traufständiges Gebäude mit massivem Erdgeschoss und Satteldach, straßenbildprägend durch dekorativer Verschieferung der zugewandten Traufseite und des Giebels stadtauswärts, bau- und ortsgeschichtlich von Bedeutung. | 09210997 |
|                                         | Wohnhaus und Schuppen eines Bauernhofes                                                        | Ullersdorfer Straße 31 (Karte)               | 2. Hälfte 18. Jh. – 1. Hälfte 19. Jh. (Bauernhaus)                                                 | Fachwerkgebäude mit Sattel- bzw. Frackdach, Wohnhaus mit massivem Erdgeschoss, hölzernem Windfang und straßenseitigem Giebelanbau, im rückwärtigen Bereich bauzeitlich Wirtschaftsteil mit Tor und Ladeluke im Obergeschoss, Schuppen bzw. kleine, eintorige Scheune mit Ladeluke, bau- und ortsgeschichtlich von Bedeutung. | 09210998 |
|                                         | Wohnhaus                                                                                       | Ullersdorfer Straße 38 (Karte)               | 1934, nach Adressbuch (Wohnhaus)                                                                   | zeittypischer Putzbau der 1930er Jahre mit Windfang und Zeltdach, schlichte Fassade geprägt von Eckfenstern und Schiebeläden, baugeschichtlich und stadtentwicklungsgeschichtlich bedeutend. | 09211002 |
|                                         | Mietvilla mit Einfriedung                                                                      | Ullersdorfer Straße 46 (Karte)               | um 1900 (Mietvilla)                                                                                | repräsentativer Putzbau um 1900, Ansicht dominiert von Zierfachwerkgiebel und Loggien, Natursteingliederung, prächtige Einfriedung mit Hofeinfahrt, baugeschichtlich und stadtentwicklungsgeschichtlich bedeutend. | 09210999 |
|                                         | Mietvilla                                                                                      | Ullersdorfer Straße 48 (Karte)               | um 1900 (Mietvilla)                                                                                | zeittypischer Putzbau der Jahrhundertwende, dominiert von dekorativem Schwebegiebel, Holzloggien im Erdgeschoss, historisierende Natursteingliederung, baugeschichtlich und stadtentwicklungsgeschichtlich bedeutend. | 09211000 |
| Weitere Bilder                          | Villa Waldblick                                                                                | Ullersdorfer Straße 50 (Karte)               | um 1900 (Mietvilla)                                                                                | Mietvilla mit Einfriedung; charakteristischer, historisierender Wohnbau um 1900, Zeugnis der allmählichen Verstädterung Bühlaus in jener Zeit, baugeschichtlich und ortsentwicklungsgeschichtlich bedeutend. | 09211001 |
|                                         | Villa mit Pforte und Teilen der Einfriedung                                                    | Weißenberger Straße 1 (Karte)                | um 1910 (Villa)                                                                                    | Putzbau um 1910 mit Reformstilelementen, dominiert von ausgebautem Mansarddach und Mittelrisalit, Traufzone aufwendig gestaltet mit dekorierten Traufbrettern und begleitendem Fries, Knick des Mansarddaches mit stilisiertem Akanthusfries, Einfriedung mit Natursteinsockel, baugeschichtlich und stadtentwicklungsgeschichtlich von Bedeutung. Villa, seit 1949 als erster Bühlauer Kindergarten genutzt. | 09211090 |
|                                         | Einfamilienhaus                                                                                | Weißenberger Straße 11 (Karte)               | 1924, nach Adressbuch (Wohnhaus)                                                                   | Gebäude von 1924 mit Putzfassade, Ansicht geprägt von Klappläden, farbig abgesetzten Fensterfaschen, kleinem Oculus auf der zugewandten Seite, Natursteinsockelzone und Walmdach mit Fledermausgaupe, rückwärtiger Anbau bauzeitlich, baugeschichtlich und stadtentwicklungsgeschichtlich von Bedeutung. | 09211063 |
|                                         | Mietvilla mit Einfriedung in Ecklage                                                           | Weißenberger Straße 16 (Karte)               | nach 1900 (Mietvilla)                                                                              | zeittypischer Mietvillenbau von Anfang des 20. Jahrhunderts mit Putzfassade und sparsamen Zierfachwerk, Lage durch verbrochene Ecke betont, Schwebegiebel mit kleinen Ziertürmchen, baugeschichtlich und stadtentwicklungsgeschichtlich von Bedeutung. | 09211091 |
|                                         | Wohnhaus in offener Bebauung und Ecklage                                                       | Weißenberger Straße 32 (Karte)               | 1928, nach Adressbuch (Einfamilienwohnhaus)                                                        | Einfamilienhaus, zeittypischer Putzbau der 1920er Jahre, geprägt von breiter Giebelgaupe, sparsamen Ornament, Erker und Holzklappläden, baugeschichtlich und stadtentwicklungsgeschichtlich von Bedeutung. | 09211064 |
|                                         | Villa Anna                                                                                     | Wetroer Straße 4 (Karte)                     | um 1905 (Mietvilla)                                                                                | Mietvilla mit Einfriedung; repräsentativer Mietvillenbau vom Anfang des 20. Jahrhunderts, Putzfassade mit Natursteingliederung, Ansicht dominiert von weit auskragendem Schwebgiebel, Zierfachwerk, Holzbalkon, Loggien und Erker, baugeschichtlich und stadtentwicklungsgeschichtlich bedeutend. | 09211073 |
|                                         | Mietvilla mit Einfriedung                                                                      | Wetroer Straße 5 (Karte)                     | um 1905 (Mietvilla)                                                                                | zeittypischer Putzbau um 1900, geprägt von aufwendigen, verglasten Holzbalkonen, baugeschichtlich und stadtentwicklungsgeschichtlich bedeutend. | 09211075 |
|                                         | Doppelvilla mit Einfriedung in Ecklage                                                         | Wetroer Straße 6; 8 (Karte)                  | Anfang 20. Jh. (Mietvilla)                                                                         | repräsentativer Mietvillenbau vom Anfang des 20. Jahrhunderts mit Jugendstilanklängen, geprägt von Rundgiebeln mit Oculi, straßenseitig aufwendige Walmgaupen, dominiert von Ecktürmchen, Holzbalkonen und dekorativem, überdachter Eingangsbereich, baugeschichtlich und stadtentwicklungsgeschichtlich bedeutend. | 09211071 |
|                                         | Mietvilla                                                                                      | Wetroer Straße 7 (Karte)                     | um 1900 (Mietvilla)                                                                                | zeittypischer Putzbau um 1900 mit historisierender Natursteingliederung, Schwebegiebeln und Holzloggien, baugeschichtlich und stadtentwicklungsgeschichtlich bedeutend. | 09211074 |
|                                         | Mietvilla mit Einfriedung                                                                      | Wilthener Straße 2 (Karte)                   | nach 1900 (Mietvilla)                                                                              | charakteristischer versachlichter Bau der Reformarchitektur nach 1900 mit wenigen akzentuierenden Gestaltungs- und Schmuckelementen, baugeschichtlich und stadtentwicklungsgeschichtlich bedeutend. | 09211042 |
|                                         | Mietvilla mit Einfriedung                                                                      | Wilthener Straße 3 (Karte)                   | um 1900 (Mietvilla)                                                                                | charakteristischer historisierender Wohnbau um 1900, Zeugnis für die allmähliche Verstädterung Bühlaus in jener Zeit, baugeschichtlich und ortsentwicklungsgeschichtlich bedeutend. | 09211043 |

## Ausführliche Denkmaltexte
1. 1 2 3  Altenheim in Grünanlage, errichtet nach Entwürfen von Adolph Greß, benannt nach den beiden Vereinsvorständen Hedrich und Regierungsrat Greß; Einzelhaus, erbaut als Altenheim des Sächsischen Staatsbeamtenvereins für Wohlfahrtseinrichtungen, gesamte Anlage aus drei traditionell gestalteten Baukörpern mit unterschiedlichen Dachformen, Akzente durch hervorgehobene Treppenhäuser, offene Loggien, Klappläden, Natursteinsockelzone und dreieckige Dachfenster, dazu Grüngestaltung, bauhistorisch und ortsgeschichtlich bedeutend (siehe auch Bautzner Straße 108a bis 108f).
2. 1 2 3 4 5 6 7 8 9 10 11 12  Einzeldenkmal der Sachgesamtheit Wohnanlage Bühlau: Mehrfamilienhaus; Gebäude einer Wohnanlage mit traditionell gestalteten Bauten, belebt durch Klappläden, Ecknutungen und sparsam eingesetzte Gliederungen, errichtet durch Spar- und Bauverein Bühlau und Umgebung, baugeschichtlich, ortsgeschichtlich und sozialgeschichtlich bedeutend (siehe auch Bautzner Landstraße 172–184, Lomnitzer Straße 21 und Rossendorfer Straße 107–117).
3. ↑  Denkmaltext

Das Anwesen Eibauer Straße 17 in Dresden, OT Bühlau liegt am Hang, nordwestliche des Taleinschnitts der Grundstraße, nahe der Bautzner Landstraße. Der bemerkenswerte Einfamilienhausbau der Nachkriegsmoderne wurde 1963 von Kurt Nowotny, Architekt der Hauptpost in Leipzig, projektiert. Es handelt sich um einen Eigenheimbau nach individueller Entwurfsbearbeitung. Bauherr war der Obermedizinalrat Werner Ludwig, Präsident des DRK in der DDR. Das Grundstück hatte er vom Voreigentümer Arthur Hans Leuner erworben. Das Haus sollte im III. Quartal 1964 fertiggestellt werden, die Rohbau-Gebrauchs-Abnahme fand im Juni 1965 statt. Die Errichtung des Gebäudes erfolgte zumeist aus traditionellen Materialien, Decken und Dachkonstruktion wurden als Ackermann-Decke ausgeführt. Die Farbigkeit bewegte sich zwischen den roten Klinkerwänden und den übrigen Flächen aus einem hellen bis weißem, mittelkörnigem Kratzputz. Für die Fußböden verwendete man Parkett, Linoleum und Platten aus Steinzeug. Alle Decken und Dachflächen erhielten Dämmschichten aus Korkestrich. Fenster und Türen wurden aus Holz gefertigt.
Das markante Gebäude ist baugeschichtlich und baukünstlerisch bedeutend, als eindrucksvolles Beispiel der Nachkriegsmoderne, welches sich am damals vorherrschenden Internationalen Stil orientierte und als gestalterisch bemerkenswerter Bau. Das öffentliche Erhaltungsinteresse ergibt sich insbesondere aus einem breiten Sachverständigenkreis, der solche Bauten als Denkmale würdigt und behandelt. Es gibt mittlerweile einige Beispiele dieser Art, die vor allem in den alten Bundesländern als Denkmale erfasst wurden, wie ein 1958 für den Bergwerksdirektor Wilhelm Brandhoff in Dortmund-Hombruch errichtetes Einfamilienhaus. Die wenigen Veränderungen an der Eibauer Straße 17 (Tor, Tür, Fenster und fehlende Holzverkleidung im Obergeschoss) schmälern den Denkmalwert nicht, zumal diese Teile reversibel sind. Abgesehen davon stimmen die Aufgliederungen der Fenster- und Türöffnungen mit dem Entwurfsplan überein (LfD/2017).
4. ↑  Denkmaltext

Das 1810 errichtete Gebäude liegt im oberen Teil der Grundstraße, auf der Gemarkung Bühlau. Der zweigeschossige ländliche Bau wird durch Fachwerk im Obergeschoss und belebt. Er wurde vom
Kleinhufner Huhle gebaut. Dessen Frau arbeitete als Wäscherin. Abgesehen vom baugeschichtlichen Wert als charakteristischem Beispiel ländlicher Architektur Anfang des 19. Jahrhunderts ist es als typisches Häusleranwesen, Gebäude eines Häuslers, d. h. Kleinstbauern mit eigenem Haus, aber nur wenig Grundbesitz, an der Grundstraße auch ortsgeschichtlich bedeutend (LfD/2011).
5. 1 2 3 4 5 6 7 8 9  Einzeldenkmal der Sachgesamtheit Mönchsholz: Doppelwohnhaus mit Einfriedung; Gebäude einer kleinen Wohnanlage mit traditionell gestalteten Bauten, belebt durch Klappläden, sparsam eingesetzte Gliederungen und wenige expressionistische Details, errichtet durch Spar- und Bauverein Bühlau und Umgebung, baugeschichtlich, ortsgeschichtlich und sozialgeschichtlich bedeutend (siehe auch Mönchsholz 1 bis 21).
6. ↑  Denkmaltext

Die auf einer Tafel an der Hofseite des einstige Wohnstallhaus befindliche Datierung von 1780 muss sich nicht unbedingt auf die Entstehungszeit beziehen. Eine Entstehung Anfang des 19. Jahrhunderts ist wahrscheinlicher. Im Kern könnte der Bau älter sein. Er soll um 1830 nach hinten um eine Anbau verlängert worden sein, etwa um 2–3 Achsen. Der Anbau ist sowohl im Erd- als auch im Obergeschoss massiv. Im Gegensatz dazu besteht der Hauptteil aus einem massiven Erdgeschoss und einem Obergeschoss mit Fachwerkkonstruktion. Die charakteristische Fachwerkkonstruktion zeigt Schwellen, Stiele, Rähmhölzer und halbe Mann-Figuren bzw. K-Streben, letztere vor allem an den Ecken. Das Steildach verfügt über eine beeindruckende Konstruktion. Laut Bauakte soll die Abseite Ende des 19. Jahrhunderts hinzugekommen sein. Im Erdgeschoss hat sich noch ein Ofen von einer Bäckerei erhalten. Der noch vorhandene Teil des Stalltraktes erscheint mit Kappen auf Pfeilern und Konsolen.
Das langgestreckte Gebäude ist ein charakteristisches und weitgehend ursprüngliches Zeugnis ländlicher Architektur und Volksbauweise seiner Zeit. Die markante Fachwerkkonstruktion mit ausgesprochen kräftigen Hölzern zeigt einen für seine Entstehungszeit typischen Aufbau. Auffällig wirken die halben Mannfiguren. Obwohl es spätere Einbauten gegeben hat, ist die alte Raumstruktur zu großen Teilen noch erhalten, einschließlich des nachvollziehbaren Stalltraktes. Aus dem bisher Dargelegten ergibt sich eine baugeschichtlich Bedeutung. Dabei ist das Anwesen auch wichtig für die Hauslandschaft in und um Dresden. Abgesehen von der baugeschichtlichen Bedeutung ist die Quohrener Straße 62 Teil des bedeutsamen Dorfkerns von Quohren. Hieraus resultiert ein ortsgeschichtlicher Wert. Der Fachwerkoberstock mit K-Streben lässt auf eine Bauzeit des Hauses, wohl mit Erdgeschossfachwerk, um 1700/1730 schließen. Dazu passt auch das Dachwerk mit den geblatteten Kehlbalken und dem geblatteten Reiterverband als Mittellängsverband. Das Haus erhält dadurch einen besonderen Denkmalwert, besonders für Bühlau/Quohren (Noky, LfD/2011).